# Pseudalus pseudidalus
Pseudalus pseudidalus är en fjärilsart som beskrevs av Rothschild 1909. Pseudalus pseudidalus ingår i släktet Pseudalus och familjen björnspinnare. Inga underarter finns listade i Catalogue of Life.